# Liste des sculptures de Notre Dame de Reims
Cette page recense les sculptures de la Cathédrale Notre-Dame de Reims, intérieures et extérieures.

## Intérieur de la cathédrale

### Revers de façade de la cathédrale de Reims
| Image | Titre | Emplacement                                         | Artiste | Date | Remarques |
| ----- | --- | --------------------------------------------------- | ------- | ---- | --------- |
|       | Prédications du Christ.                                                                                           | Intérieur revers de façade Côté droit 7e registre   |         |      |           |
|       | Baptême (dans le Jourdain) du Christ par Jean-Baptiste.                                                           | Intérieur revers de façade Côté droit 6e registre   |         |      |           |
|       | Annonce par un ange (à droite) à Zacharie (au centre) et à Elisabeth (à gauche) de la naissance de Jean-Baptiste. | Intérieur revers de façade Côté droit 5e registre   |         |      |           |
|       | Jean-Baptiste, entre deux disciples, présente l’agneau de Dieu.                                                   | Intérieur revers de façade Côté droit 4e registre   |         |      |           |
|       | Jean-Baptiste (à droite) reproche à Hérode (au centre) d’avoir contracté une union illégitime avec Hérodiade.     | Intérieur revers de façade Côté droit 3e registre   |         |      |           |
|       | Saint Jean Baptiste montre que la cogné est déjà après l'arbre                                                    | Intérieur revers de façade Côté droit 2e registre   |         |      |           |
|       | Communion du chevalier                                                                                            | Intérieur revers de façade Côté droit 1er registre  |         |      |           |
|       | Fuite en Égypte, Toison de Gédéon, Buisson ardent                                                                 | Intérieur revers de façade Côté gauche 7e registre  |         |      |           |
|       | Massacre des Innocents                                                                                            | Intérieur revers de façade Côté gauche 6e registre  |         |      |           |
|       | Massacre des Innocents                                                                                            | Intérieur revers de façade Côté gauche 5e registre  |         |      |           |
|       | Crèche de Noël | Intérieur revers de façade Côté gauche 4e registre  |         |      |           |
|       | Anne et Joachin à la Porte Dorée                                                                                  | Intérieur revers de façade Côté gauche 3e registre  |         |      |           |
|       | Annonce de la naissance de Marie                                                                                  | Intérieur revers de façade Côté gauche 2e registre  |         |      |           |
|       | Prophètes : Jean-Baptiste, Isaïe et David.                                                                        | Intérieur revers de façade Côté gauche 1er registre |         |      |           |

## Extérieur

### Façade occidentale

#### Galerie des rois
Les statues de la galerie de rois (ou "statues-colonnes") fait toujours l'objet de débat entre la représentation des rois de Juda représentent les ancêtres royaux du Christ, selon la généalogie donnée dans l'Évangile de Matthieu ou des rois de France. Ces statues sont hautes de plusieurs mètres. Certaines de ces statues ont été décapitées ou endommagées pendant la Révolution française, mais elles ont été restaurées ou remplacées au XIXe siècle sous la direction de l'architecte Eugène Viollet-le-Duc.
| Image | Titre                                                | Emplacement                         | Artiste | Date | Remarques |
| ----- | ---------------------------------------------------- | ----------------------------------- | ------- | ---- | --------- |
|       | Galerie des rois avec au centre le baptême de Clovis | Façade occidentale Galerie des rois |         |      |           |

#### Portail Nord de la façade occidentale

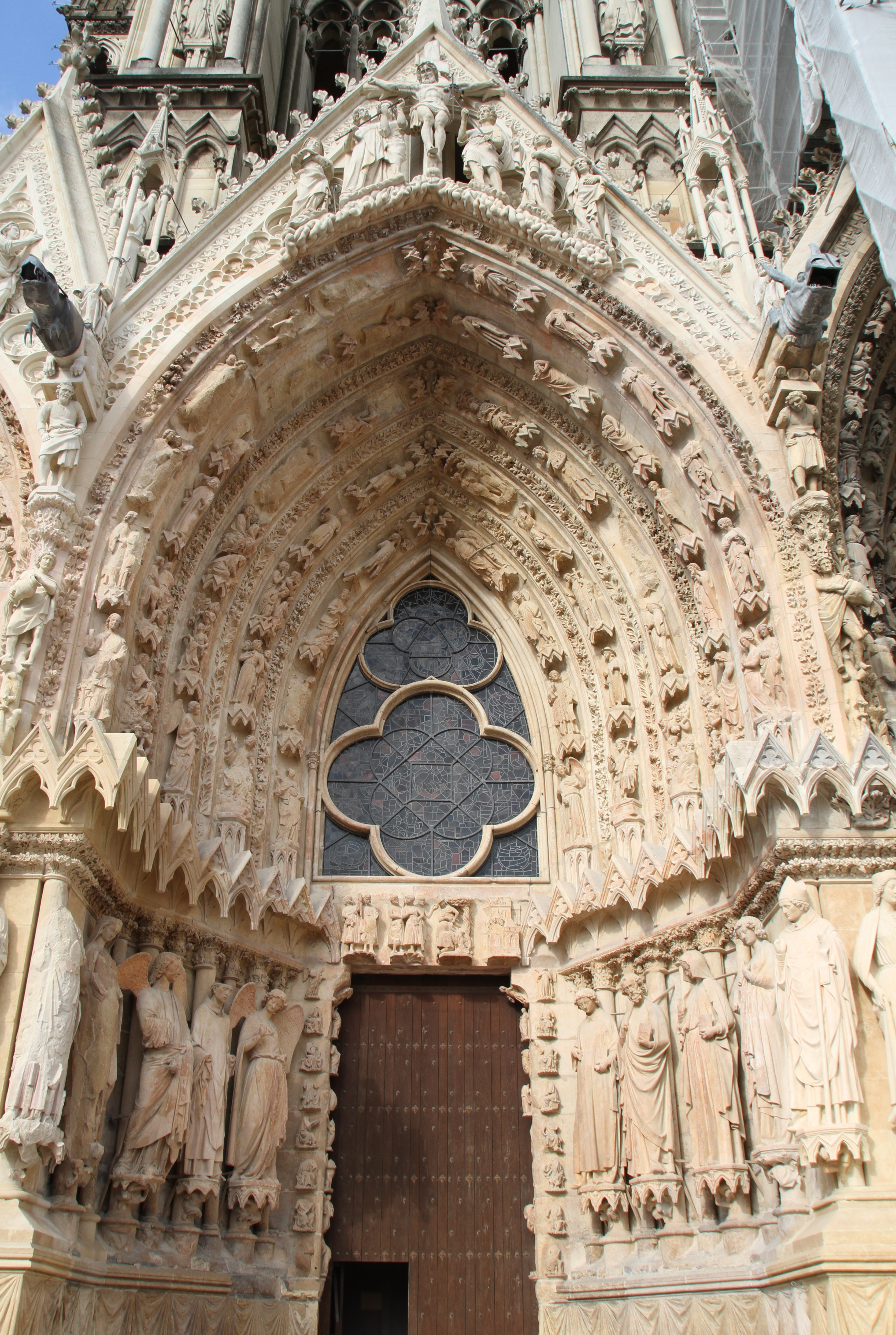
Vue générale du portail Nord
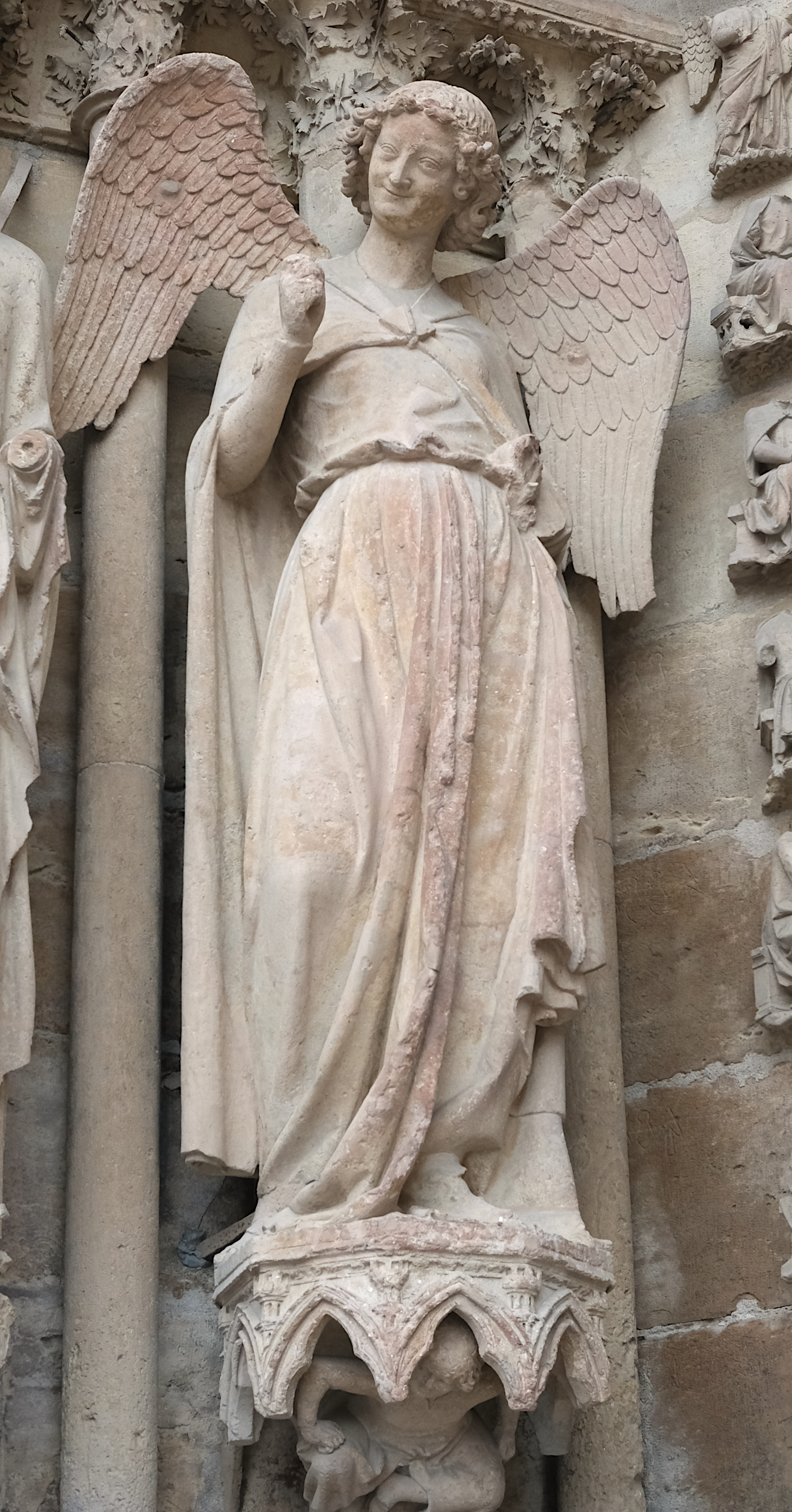
Ange au sourire

| Image | Titre                                                                               | Emplacement                                 | Artiste | Date | Remarques |
| ----- | ----------------------------------------------------------------------------------- | ------------------------------------------- | ------- | ---- | --------- |
|       | Le Christ crucifié entre la Vierge Marie et Saint Jean                              | Façade occidentale Gâble                    |         |      |           |
|       | Diverses scènes                                                                     | Façade occidentale Voussures                |         |      |           |
|       | Histoire de Saint Paul (Le chemin de Damas)                                         | Façade occidentale Linteau                  |         |      |           |
|       | Sainte Célinie ?, Ange Saint Denis, Ange au sourire                                 | Façade occidentale A gauche du portail nord |         |      |           |
|       | Saint Florent diacre, Saint Jocond, Sainte Eutropie, Saint Jean et Saint Rigobert ? | Façade occidentale A droite du portail nord |         |      |           |

#### Portail Central de la façade occidentale
| Image | Titre | Emplacement                                         | Artiste | Date | Remarques |
| ----- | --- | --------------------------------------------------- | ------- | ---- | --------- |
|       | Combat de David et Goliath                                                                                              | Façade occidental Portail central                   |         |      |           |
|       | Couronnement de la Vierge par le Christ                                                                                 | Façade occidental Galbe du portail central          |         |      |           |
|       | Tympan | Façade occidental Tympan du portail central         |         |      |           |
|       | La Vierge et l'Enfant                                                                                                   | Façade occidental Pilier central du portail central |         |      |           |
|       | La Reine de Saba, Isaï, Joseph, Marie tendant l'Enfant à Siméon le grand Prêtre et une servante                         | Façade occidental Pilier gauche du portail central  |         |      |           |
|       | Ange de l'annonciation, la vierge, la vierge de la visitation et sa cousine Elisabeth, le Roi David ? et le Roi Salomon | Façade occidental Pilier droit du portail central   |         |      |           |

#### Portail Sud de la façade occidentale
| Image | Titre | Emplacement                                    | Artiste | Date | Remarques |
| ----- | --- | ---------------------------------------------- | ------- | ---- | --------- |
|       | Le Jugement Dernier : le Christ entouré de la Vierge, de Saint Jean-Baptiste et de deux anges                             | Façade occidental Galbe du portail sud         |         |      |           |
|       | Vierges sages et vierges folles, les diacres et des anges qui portent des couronnes ou sonnent les trompettes du jugement | Façade occidental Tympan du portail sud        |         |      |           |
|       | ?, Saint Barthélemy, Saint André et Saint Pierre                                                                          | Façade occidental Pilier gauche du portail sud |         |      |           |
|       | Saint Paul, Saint Jacques, Saint Jean et ?                                                                                | Façade occidental Pilier droit du portail sud  |         |      |           |

### Façade extérieur du transept Nord

#### Portail de gauche: Jugement Dernier
| Image | Titre | Emplacement                                                                   | Artiste | Date | Remarques |
| ----- | --- | ----------------------------------------------------------------------------- | ------- | ---- | --------- |
|       | Saints Barthélémy, André et Pierre                                                                         | Façade extérieur du transept Nord Portail de gauche : Jugement Dernier        |         |      |           |
|       | Beau Dieu                                                                                                  | Façade extérieur du transept Nord Portail de gauche : Jugement Dernier        |         |      |           |
|       | Saints Paul, Jacques le Majeur et Jean                                                                     | Façade extérieur du transept Nord Portail de gauche : Jugement Dernier        |         |      |           |
|       | Partie haute les Vertueux, Partie basse les Elus                                                           | Façade extérieur du transept Nord Portail de gauche : Jugement Dernier/Tympan |         |      |           |
|       | Partie haute le Vice, Partie basse les Damnés                                                              | Façade extérieur du transept Nord Portail de gauche : Jugement Dernier/Tympan |         |      |           |
|       | Résurrection des corps                                                                                     | Façade extérieur du transept Nord Portail de gauche : Jugement Dernier/Tympan |         |      |           |
|       | Christ entouré de la Vierge, de Saint Jean-Baptiste et de deux anges portant les instruments de la Passion | Façade extérieur du transept Nord Portail de gauche : Jugement Dernier/Tympan |         |      |           |

#### Portail central: Saints de l'Eglise de Reims
| Image | Titre                                  | Emplacement                       | Artiste | Date | Remarques |
| ----- | -------------------------------------- | --------------------------------- | ------- | ---- | --------- |
|       | Ange, Saint Nicaise et Sainte Eutropie | Façade extérieur du transept Nord |         |      |           |
|       | Saint Calixte                          | Façade extérieur du transept Nord |         |      |           |
|       | Clovis, Saint Remi et Ange             | Façade extérieur du transept Nord |         |      |           |

## Toitures
| Image | Titre         | Emplacement             | Artiste | Date | Remarques |
| ----- | ------------- | ----------------------- | ------- | ---- | --------- |
|       | Le Sagittaire | Transept Sud            |         |      |           |
|       | Ange          | Chevet de la cathédrale |         |      |           |

## Flèche

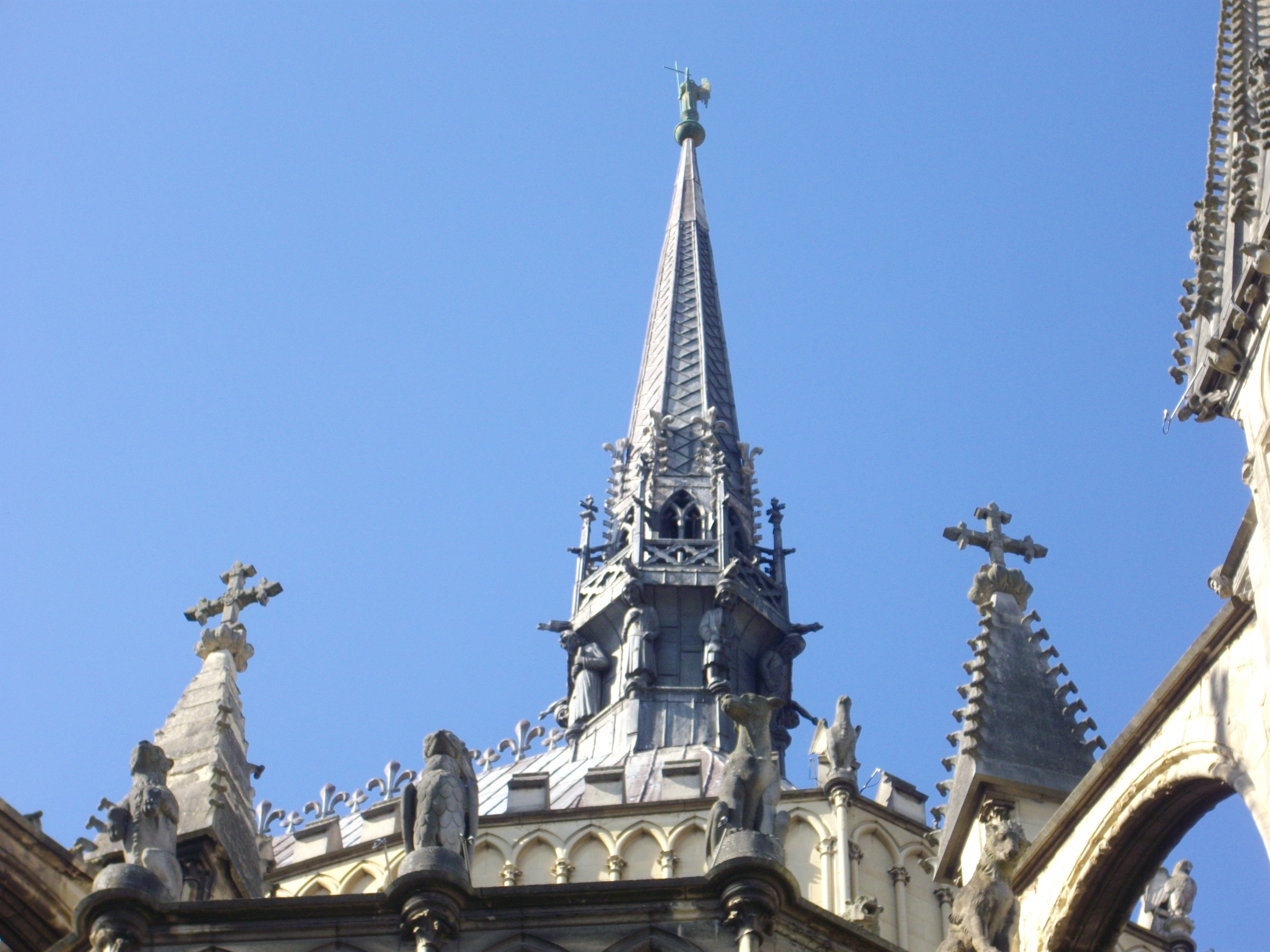
Flèche du Coeur.
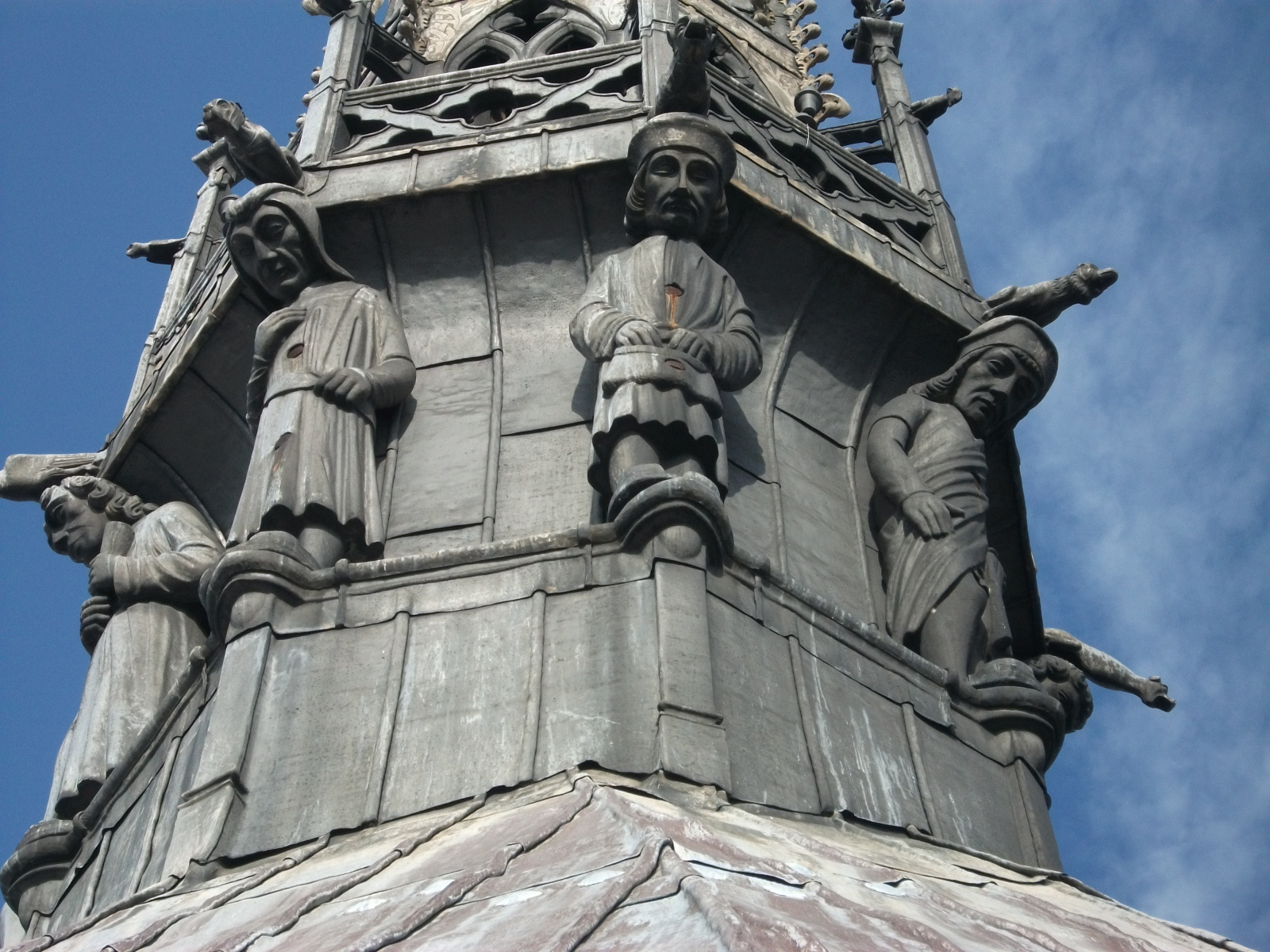
Base de flèche du coeur.

| Image | Titre                  | Emplacement      | Artiste | Date | Remarques                                     |
| ----- | ---------------------- | ---------------- | ------- | ---- | --------------------------------------------- |
|       | Cariatide              | Clocher à l'Ange |         |      |                                               |
|       | Ange au clocher déposé |                  |         |      | Détruite en 1914 et refaite par Albert Pellus |

1. ↑  "La Restauration de la Cathédrale de Reims par Eugène Viollet-le-Duc" par Jean-Michel Leniaud : Cet article détaille les travaux de restauration menés par Viollet-le-Duc, sans trancher sur l'identité des statues.